# Daihatsu P-5
Daihatsu P-5 — спортивный автомобиль, выпущенный в 1967 году японской компанией Daihatsu. 

## История

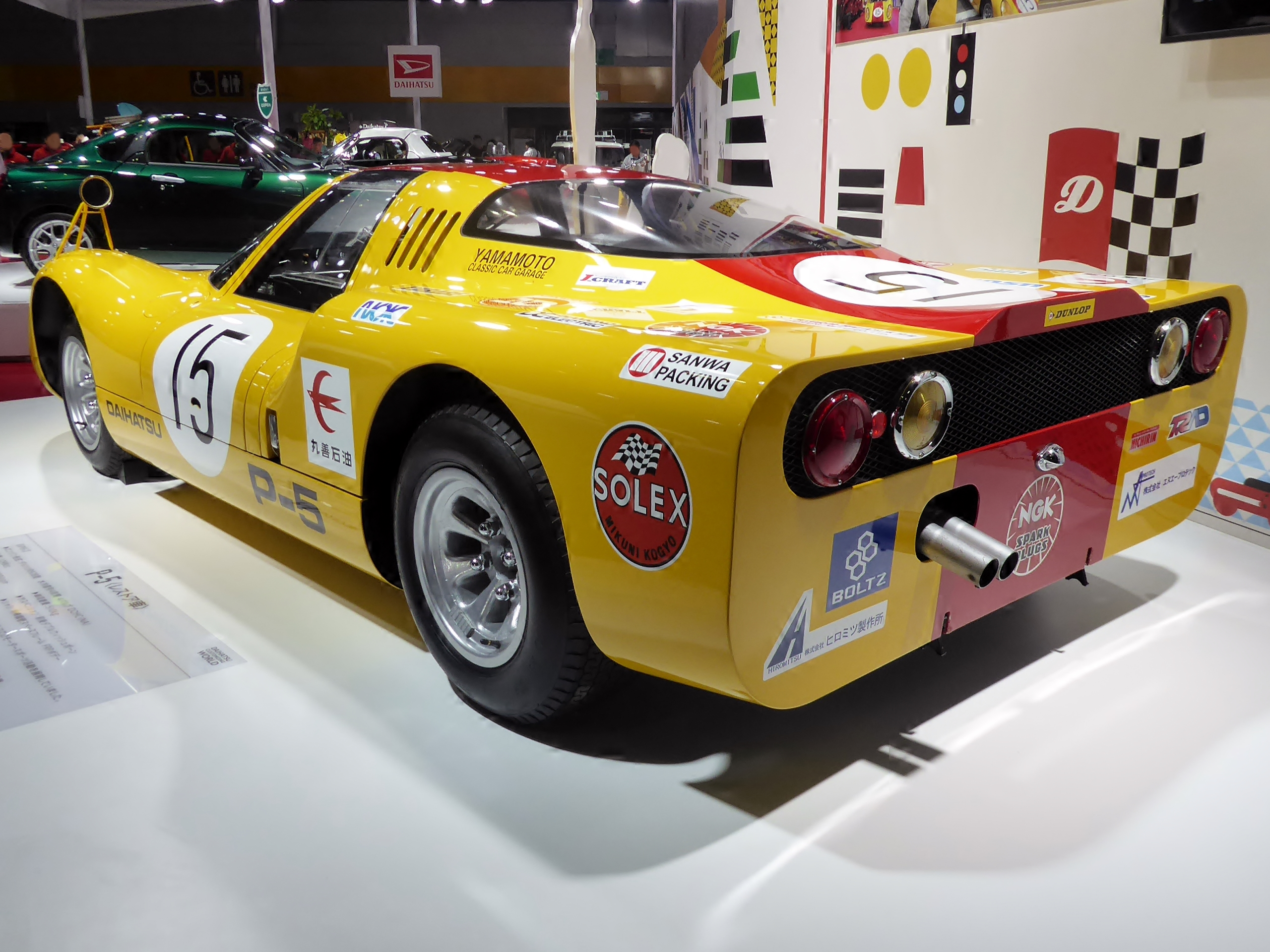
Вид сзади

Daihatsu P-5, являвшийся преемником P-3, оснащён 1,3-литровым рядным четырёхцилиндровым двигателем мощностью до 104,4 кВт (140 л. с.). Двигатель имел двойные верхние распредвалы и два карбюратора. Коробка передач — пятиступенчатая механическая (Hewland MK-IV). Впервые автомобиль был представлен в октябре 1967 года на 14-м Токийском автосалоне под названием Daihatsu P-5X.
В 1967 году две модели P-5 были заявлены на «Гран-при Японии». В 1968 году Daihatsu P-5 был заявлен на соревновании «1000 км Судзуки», где финишировал третьим. Затем автомобиль снова участвовал в «Гран-при Японии» на трассе «Фудзи Спидвей»; автомобиль под номером 15 выиграл свой класс и финишировал десятым в общем зачёте.
В 1969 году, когда компания Toyota купила компанию Daihatsu, автомобиль финишировал вторым на соревновании «1000 км Судзуки».